# Кобад II
Кобад II Шерой (Кавад ІІ) е персийски цар (през 628) от династията на Сасанидите. Детронира и убива баща си Хозрой II. Сключва мир с Византия, но умира няколко месеца след това, с което в Персия започва нов период на гражданска война и криза, довела до рухването на династията.